# Славчо Дроцанов
Славчо Георгиев Дроцанов (с партизанско име Асен Балкански) е участник в Съпротивителното движение по време на Втората световна война. Партизанин от Партизански отряд „Георги Бенковски“, началник на щаба на Нишавския партизански отряд, командир на Пиротския партизански отряд.

## Биография
Славчо Дроцанов е роден на 20 септември 1920 г. в с. Чупрене, Видинско. Работи като общ работник в Лом и Фердинанд (дн. Монтана), както и като библиотекар в читалището на с. Чупрене. Член е на РМС от 1940 г.
Участва в Съпротивителното движение по време на Втората световна война. Дезертира като войник от Белоградчишкия гарнизон заедно с Неофит Стоянов и преминава в нелегалност (1941). Свързва се с ЮНОА и става партизанин и началник-щаб на Нишавския партизански отряд. Приема партизанското име Асен Балкански. Участва и провежда бойни акции.
Заболял от ревматизъм, той е лекуван в България от партизаните на Видинския партизански отряд „Георги Бенковски“ (1942). След оздравяването си през пролетта на 1943 г. превежда част от тях на територията на бивша Югославия. Става командир на Пиротския партизански отряд, който е сред най-активните формирования на партизанската Югославска народоосвободителна армия.
Загива в ожесточено сражение на 8 август 1943 г. край с. Топли дол, Югославия.

## Памет
През 70-те и 80-те години на 20 век булевард „Панония“ във Видин се казва „Асен Балкански“.
Родният му дом в с. Чупрене е превърнат в къща музей, която е сред забележителностите на селото.